# Grupera
La grupera (également connue sous le nom de grupero ou onda grupera) est un genre musical populaire mexicaine. Elle est influencée par les styles de cumbia, de norteño et de mariachi, et ranchera. D'origine ouest-mexicaine elle constitue un des genres du mariachi, qui atteint son apogée dans les années 1980, notamment dans les zones rurales

## Histoire

### Origines
Cette musique trouve ses racines dans les groupes de rock des années 1960, la vague originale de groupes mexicains de rock débute principalement avec des reprises espagnoles de chansons rock populaires en anglais. Après cette phase initiale, ils commencent à inclure des chants ranchera traditionnels en plus des cumbia et des ballades dans leur répertoire . Ainsi, dans les années 1970, de nombreux groupes se sont spécialisés  dans les ballades lentes et les chansons chantées jusque-là  n'avaient été chantées qu'avec du mariachi. Parmi ceux-ci, sont incluses les formations de Los Muecas, Los Freddys, Los Babys, Los Bondadosos, et de La Migra.
La grupera atteint son apogée dans les années 1980, notamment dans les zones rurales.

### Depuis les années 2000
Un groupe de grupera est généralement composé de cinq musiciens ou moins qui utilisent la guitare électrique en produisant des sons grâce à des capteurs électromagnétiques, accompagnée avec le clavier et les tambours. Le genre musical est popularisé dans les années 1990 pour être exploitée de manière rentable dans le commerce.
Altagracia Ugalde Mota 10 janvier 1971, mieux connue sous le nom d’Ana Bárbara, est une artiste mexicaine, chanteuse, auteur-compositeur, productrice, actrice, personnalité de la télévision et modèle.  Elle devient une figure marquante du divertissement latino-américain depuis ses débuts professionnels en 1994 et figure parmi les personnalités féminines de la musique régionale mexicaine.
Los Caminantes, qui est un groupe mexicain de grupera, originaire de San Francisco del Rincón, dans l'État de Guanajuato, dirigé par l'auteur-compositeur-interprète Agustín Ramírez. Initialement appelé Los Caminantes Aztecas, le groupe est formé au milieu des années 1970 par les frères Agustín, Brígido, Horacio et Bernardo Ramírez. Los Humildes, dont la musique est un élément essentiel dans la vie de nombreux Mexicains et Américains d'origine mexicaine depuis plusieurs décennies. Les groupes qui ont également apporté leur touche sont les Yonics, La Migra, Limite, Joan Sebastian, Les Temerarios, Grupo Bryndis, Marco Antonio Solís, Myriam, Bronco, Banda El Récodo de Cruz Lizárraga, La Original Banda El Limón et La Arrolladora Banda El Limón,.

## Distinctions
La musique est maintenant reconnue dans certaines cérémonies de remise de prix de musique latine telles que Lo Nuestro et Latin Grammy Awards.